# Fulcrifera
Fulcrifera es un género de polillas tortrícidas, categorizado en la tribu Grapholitini, de la subfamilia Olethreutinae. Fue descrito por Danilevsky y Kuznetzov en 1968.

## Especies
- Fulcrifera affectana (Kennel, 1901)
- Fulcrifera arabica (Amsel, 1958)
- Fulcrifera cirrata Diakonoff, 1987
- Fulcrifera fumida Kuznetzov, 1971
- Fulcrifera horisma Razowski, 2013
- Fulcrifera infirmana (Kennel, 1900)
- Fulcrifera leucophaea Diakonoff, 1983
- Fulcrifera luteiceps (Kuznetzov, 1962)
- Fulcrifera mongolica Kuznetzov in Danilevsky & Kuznetzov, 1968
- Fulcrifera nigroliciana (Chrtien, 1915)
- Fulcrifera noctivaga Razowski, 1971
- Fulcrifera orientis (Kuznetzov, 1966)
- Fulcrifera periculosa (Meyrick, 1913)
- Fulcrifera persinuata Komai & Horak, in Horak, 2006
- Fulcrifera psamminitis (Meyrick, 1913)
- Fulcrifera refrigescens (Meyrick, 1924)
- Fulcrifera tricentra (Meyrick, 1907)